# 埃苏瓦
埃苏瓦（法語：Essoyes，法語發音：[ɛswa]）是法国奥布省的一个市镇，属于特鲁瓦区。

## 地理
埃苏瓦（48°3'27"N, 4°32'4"E）面积35.57 平方千米，位于法国大東部大區奥布省，该省份为法国中北部省份，北起马恩省，西接塞纳-马恩省，西南至约讷省，东南至科多尔省，东临上马恩省。
与埃苏瓦接壤的市镇（或旧市镇、城区）包括：库尔特龙、丰泰特、乌尔斯河畔洛什、塞纳河畔米西、诺埃莱马莱、普莱讷圣朗日、乌尔斯河畔韦皮利耶尔、乌尔斯河畔格朗塞、塞纳河畔日耶。

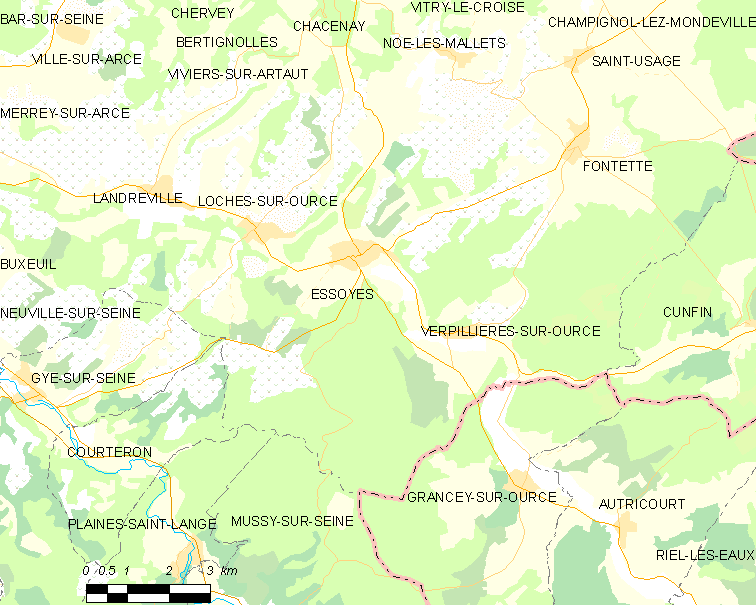
埃苏瓦的OSM定位图

埃苏瓦的时区为UTC+01:00、UTC+02:00（夏令时）。

## 行政
埃苏瓦的邮政编码为10360，INSEE市镇编码为10141。

## 政治
埃苏瓦所属的省级选区为塞纳河畔巴尔县。

## 人口

1962-2008年间埃苏瓦人口变化图示

埃苏瓦于2022年1月1日时的人口数量为711人。